# Bierman
Bierman is een Nederlands geslacht van Duitse oorsprong. De genealogie is opgenomen in het Nederland's Patriciaat.

## Geschiedenis
De bewezen stamreeks begint met Herman Bierman die in Donop (bij Detmold) geboren werd tussen 1610 en 1618, vanaf 1635 wordt vermeld en in [1689] overleed. Zijn achterkleinzoon Gerd Henrich (1714-1777) werd meester-broodbakker en in 1734 poorter van Amsterdam. In 2009 werd het geslacht opgenomen in het genealogische naslagwerk Nederland's Patriciaat.
De oudst bekende afbeeldingen van het familiewapen betreffen twee zegelafdrukken uit 1667, waarmee de broers 'Meister' Johan Rabe Bierman en Gerdt Bierman te Donop een gerechtelijke volmacht bezegelen.

## Enkele telgen
Gerd Henrich Bierman (1714-1777), meester-broodbakker, poorter van Amsterdam (1734)
- Gerrit Hendrik Bierman (1752-1789), broodbakker, poorter van Amsterdam (1778)
  - Gerrit Hendrik Bierman (1788-1863), commissionair in effecten, poorter van Amsterdam (1810)
    - Gerrit Hendrik Bierman (1811-1860), commissionair in effecten, kunstverzamelaar, amateurschilder van landschappen
      - Willem Hendrik Bierman (1838-1899), commissionair in effecten, kolonel-titulair
        - Gerrit Hendrik Bierman (1873-1934), directeur Eerste Nederlandse Hypotheekbriefbank
        - ir. Johannes Tijo Bierman (1876-1956), bedrijfsdirecteur bij diverse bedrijven, lid van de gemeenteraad van Hilversum
          - dr. Willem Hendrik Bierman (1904-1969), kno-arts, ornitholoog, voorzitter en erelid van de Nederlandse Ornithologische Unie
            - Tijo Bierman (1933), kno-arts; trouwde in 1965 met mr. Margarita Elisabeth (Marbeth) Beukema toe Water (1943), lid gemeenteraad en wethouder van Heemstede, lid en ondervoorzitter van de Eerste Kamer, voorzitter raad van toezicht Teylers Museum
            - mr. Gerardus Matthias Bierman (1934-2019), raadsheer gerechtshof Arnhem
              - mr. drs. Matthijs Bierman (1964), algemeen directeur Triodos Bank Nederland; trouwde in 1992 met jkvr. Willemien Hooft Graafland (1965), logopediste, beeldend kunstenaar
              - ir. Jaap Bierman (1970), algemeen directeur HTM (Haagsche Tramweg Maatschappij)

            - Johanna Catharina (Joosje) Bierman (1936), oud-docente; trouwde in 1962 met ir. Frederik André Guyon (Frits) baron Collot d'Escury (1931-2017), voorheen president van de AKZO Zout Chemie-divisie 
              - mr. Alexander baron Collot d'Escury (1963), CEO van Desso Group
              - ir. Tijo Johannes Guyon baron Collot d'Escury (1966), bestuurder van multinational Roland Berger

          - mr. Gerardus Mathias Bierman (1905-1994), directeur Nederlandse Hartstichting
            - drs. Cornelia Willemina (Corinne) Bierman (1950); trouwde in 1973 met mr. Joost Christiaan Lodewijk Kuiper (1947), voorzitter raad van bestuur MeesPierson, lid raad van bestuur ABN AMRO, voorzitter Stichting voor Ooglijders, Nationaal Ballet/Muziektheater (Amsterdam), voorzitter Nederlands Kankerfonds

Geslachten die opgenomen zijn in het sinds 1910 verschijnende genealogische naslagwerk Nederland's Patriciaat. Lijst volgens opgave van het CBG Centrum voor familiegeschiedenis.
A · B · C · D · E · F · G · H · I · J · K · L · M · N · O · P · Q · R · S · T · U · V · W · Y · Z